# Piper reticulatum
Piper reticulatum är en pepparväxtart som beskrevs av Carl von Linné. Piper reticulatum ingår i släktet Piper och familjen pepparväxter. Inga underarter finns listade i Catalogue of Life.